# 이탈리아 민요

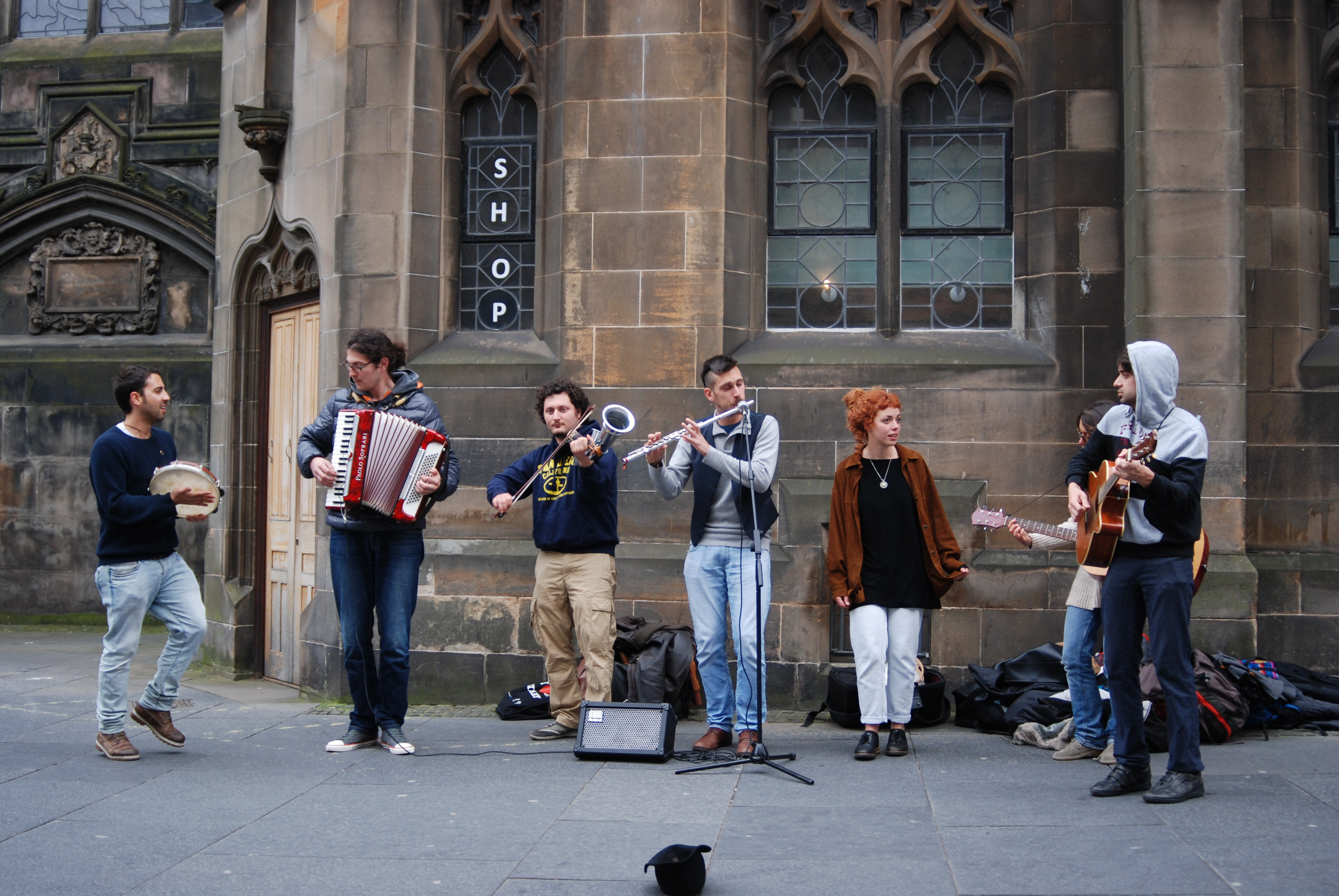

이탈리아(Italy)에는 지방에 따라 다른 특색의 민요(民謠)가 있다.
이탈리아는 '노래의 나라'라고 할 만큼 노래가 번성하여, 화려한 가창법으로 알려진 '벨 칸토'를 낳을 정도의 나라이다. 이탈리아인은 예로부터 아름다운 육성으로 노래를 즐기는 것으로 알려지고 있다.
스탕달은 이탈리아 민요를 가리켜 "이 장화 모양의 나라에서는 남쪽으로 갈수록 독창적인 민요에 차 있다"고 하였다. 사실 중앙 유럽에 인접한 북부지방, 즉 밀라노, 코모, 보게라를 포함한 롬바르디아 지방이나 비에몬테, 베네치아에는 그다지 특색있는 민요가 없다. 이탈리아의 민요다운 민요가 풍부한 곳은 나폴리를 중심으로 한 남쪽지방이다. 더욱이 남단에 가까운 칼라브리아 또는 시칠리아섬이나 코르시카섬에 가면 한층 이색을 띠며, 그 중엔 근동풍이 감도는 민요가 있어, 고대 그리스나 사라센 문화의 영향이 이 부근에 있었음을 말해주고 있다.

## 타란텔라와 살타렐로
이탈리아에는 특유한 민족춤곡으로서 타란텔라(tarantella)와 살타렐로(saltarello)가 있는데, 이들 역시 남부 이탈리아에서 시작된 것이다. 타란텔라는 급속한 3박자의 곡으로, 본래 독거미인 타란툴라에 물렸을 때 그 통증을 덜기 위해 춤을 추면 낫는다는 전설에서 생겼다고 한다. 살타렐로도 타란텔라와 닮아 급속한 춤곡인데, 이 두 춤곡의 리듬을 교묘히 삽입하여 작곡된 음악으로는 멘델스존의 교향곡 <이탈리아>의 제4악장이 유명하다.

## 나폴리 주변과 민요
이탈리아에는 "나폴리에는 가보고 죽어라!!"는 말이 있다. 그만큼 나폴리는 아름다운 곳이다. 나폴리만의 언덕에서 베수비오 화산을 바라본 풍경은 특히 인상적이어서 베수비오 산을 정면으로 보면서 카라치오로 해안도로를 거닐면 곧 돌로 된 안벽에 다다른다. 그 방파제에 둘러싸여진 작은 만(灣)이 산타루치아이다. 이 곳은 특히 야경이 아름다운 항구이며, 유명한 노래 〈산타루치아〉는 바로 이곳의 정경을 노래한 뱃노래이다. 나폴리의 거리에서 베수비오 산을 올라가려면 해안에서 산기슭의 프리아노까지 교외철도로 가서 다음은 쿡크 회사의 애프트식 전차로 바꾸어 타고 꼭대기까지 올라간다. 1880년 이 등산전차가 생겼을 때 이 개통을 축하하는 노래로서 루이한 것이 유명한 〈푸니쿨리 푸니쿨라〉이다. 6/8박자로 약동하는 듯한 반주의 리듬이 즐거운 등산의 느낌을 준다. 나폴리를 노래한 민요로는 이 밖에 〈머나먼 산타루치아〉, 〈잘 있거라 나폴리〉 등이 널리 애창되고 있다.

## 같이 보기
- 나폴리 가요제
- 산 레모 가요제

## 참고 자료
- 이 문서에는 다음커뮤니케이션(현 카카오)에서 GFDL 또는 CC-SA 라이선스로 배포한 글로벌 세계대백과사전의 내용을 기초로 작성된 글이 포함되어 있습니다.